# Kronos Quartet

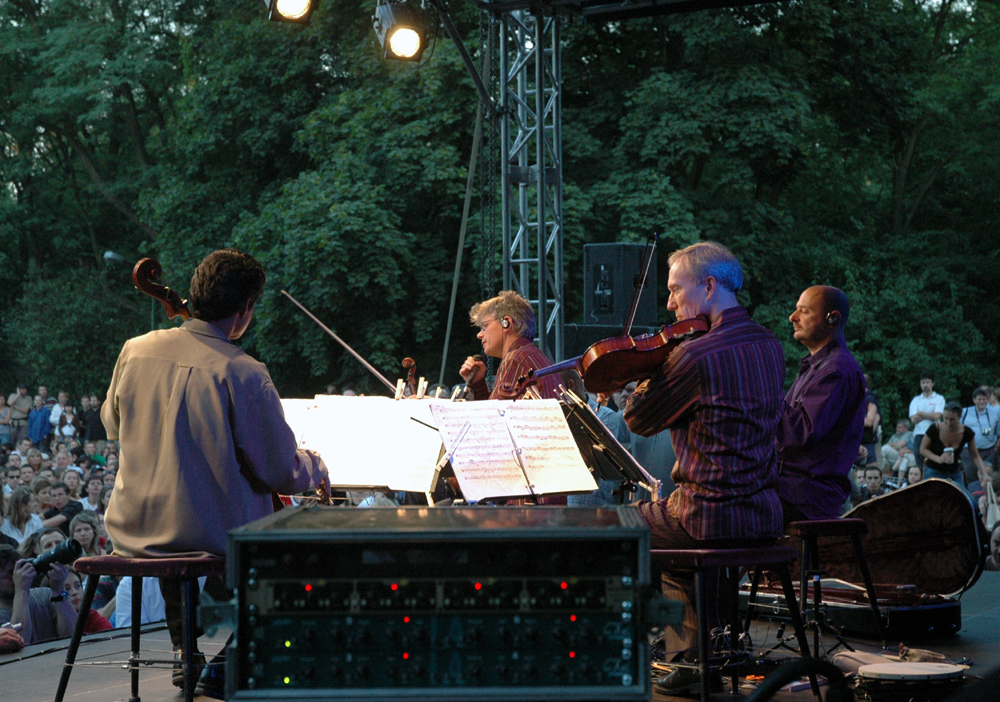
Het Kronos Quartet in Warschau in 2006

Het Kronos Quartet  is een strijkkwartet dat is opgericht door de Amerikaanse violist David Harrington in Seattle in 1973. Sinds 1978 heeft het kwartet zijn thuisbasis in San Francisco. Het kwartet heeft verschillende samenstellingen gehad. De langstlopende samenstelling (1978–1999) was met Harrington en John Sherba op viool, Hank Dutt op altviool en Joan Jeanrenaud op cello. Jennifer Culp kwam in 1999 voor Jeanrenaud in de plaats, tot 2005, toen zij op haar beurt werd opgevolgd door Jeffrey Zeigler, die in 2013 plaatsmaakte voor Sunny Yang.

## Specialismen

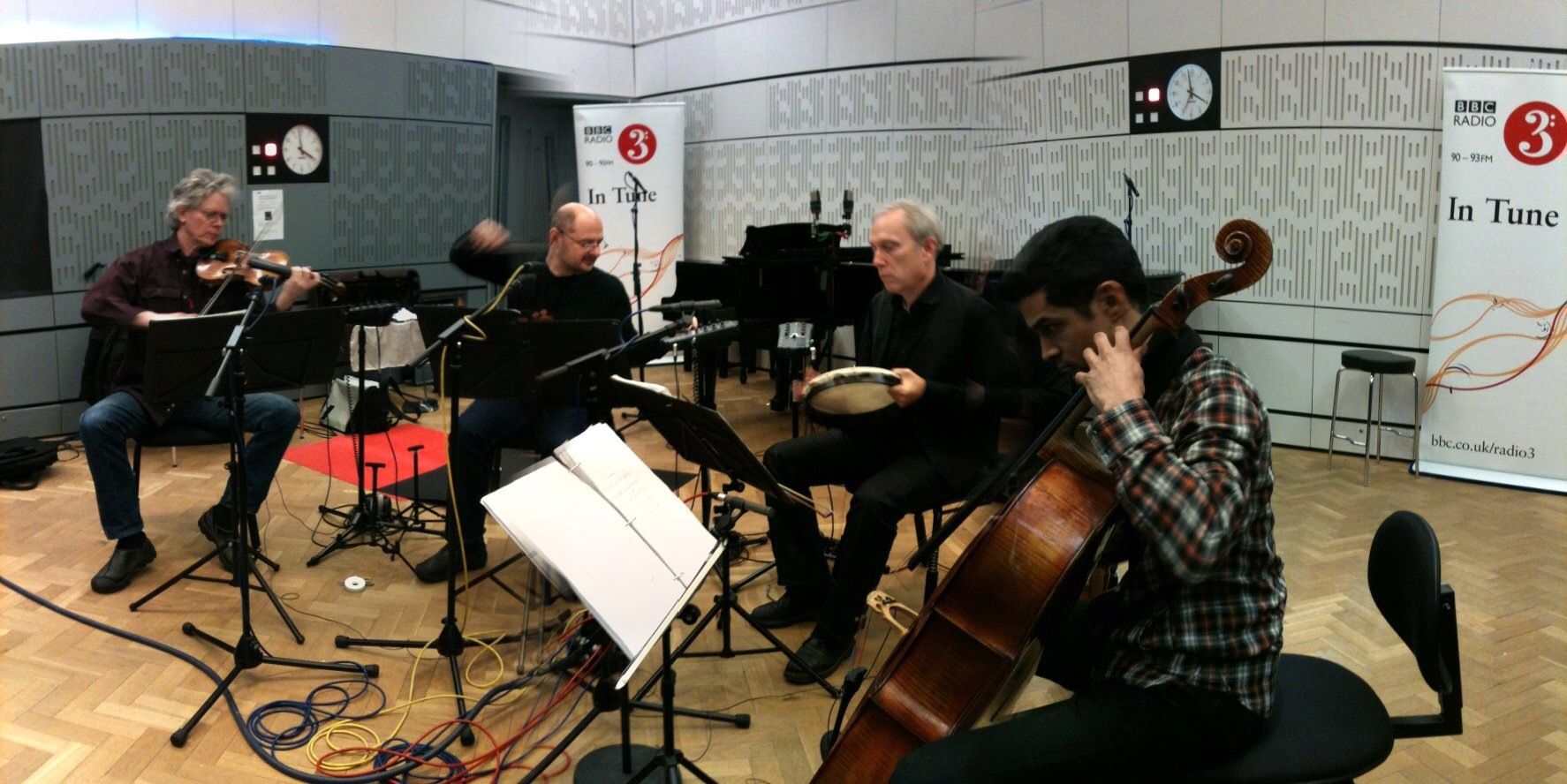
Het Kronos Quartet bij een BBC-opname in 2012

Het Kronos Quartet staat bekend om zijn - voor de klassieke muziek - tamelijk exuberante uitvoeringspraktijk, met lichteffecten en speciaal ontworpen kostuums. Muzikaal gezien richt het zich op hedendaagse muziek; veel beroemde componisten schreven nieuw werk in opdracht van het Kronos Quartet. Naar schatting zijn inmiddels bijna 600 werken speciaal voor het kwartet geschreven door onder meer Arvo Pärt, Steve Reich, Philip Glass, Alfred Schnittke en John Adams.
Een ander specialisme betreft de fusion-muziek; het Kronos speelde ook veel werk uit niet-westerse tradities, zoals van de componist Franghiz Ali-Zadeh uit Azerbeidzjan en Osvaldo Golijov uit Argentinië. Daarnaast speelde het kwartet Mexicaanse volksmuziek, experimentele muziek, oude muziek, filmmuziek, jazz en tango. Het kwartet nam zelfs bewerkingen op van Jimi Hendrix' Purple Haze, Sigur Rós' Flugufrelsarinn en Raymond Scotts Dinner Music for a Pack of Hungry Cannibals.
Het kwartet nam tevens de soundtrack van Requiem for a Dream voor zijn rekening, die gecomponeerd is door Clint Mansell.
Het Kronos Quartet won talloze muzikale prijzen, waaronder in 2019 de Edison Oeuvre Prijs.

## Discografie
- Kronos Quartet Plays Music of Thelonious Monk (1985)
- Mishima: A Life in Four Chapters: Door Philip Glass gecomponeerde soundtrack (1985)
- Kronos Quartet (1986), met muziek van Peter Sculthorpe, Aulis Sallinen, Philip Glass, Conlon Nancarrow en een arrangement van Jimi Hendrix' Purple Haze.
- Music of Bill Evans (1986)
- White Man Sleeps (1987)
- Terry Riley: Cadenza on the Night Plain (1988)
- Kronos Quartet Plays Terry Riley: Salome Dances for Peace (1989)
- Steve Reich: Different Trains (1989)
- Black Angels (including George Crumb's Black Angels) (1990)
- Witold Lutosławski: String Quartet (1991)
- Kevin Volans: Hunting:Gathering (1991)
- Five Tango Sensations (with Ástor Piazzolla) (1991)
- Henryk Górecki: Already It Is Dusk (1991)
- Pieces of Africa (1992) (muziek van zeven Afrikaanse componisten)
- Short Stories (1993)
- Henryk Górecki: String Quartets Nos. 1 and 2 (1993)
- Morton Feldman: Piano and String Quartet (1993) (met pianist Aki Takahashi)
- At the Grave of Richard Wagner (1993)
- Bob Ostertag: All the Rage (1993)
- Night Prayers (1994)
- Kronos Quartet Performs Philip Glass (1995)
- Released: 1985-1995 (1995)
- Heat (Soundtrack) (1995)
- Howl, USA (1996)
- Osvaldo Golijov: The Dreams and Prayers of Isaac the Blind (1997)
- Tan Dun: Ghost Opera (1997)
- Early Music (1997)
- Kronos Quartet Performs Alfred Schnittke: The Complete String Quartets (1998)
- John Adams: John's book of alleged dances (1998)
- Kronos Quartet: 25 Years (10 cd's)
- Dracula (Soundtrack by Philip Glass) (1999)
- Requiem for a Dream (Soundtrack by Clint Mansell) (2000)
- Caravan (2000)
- Steve Reich: Triple Quartet (2001)
- Terry Riley: Requiem for Adam (2001)
- Nuevo (muziek van Mexicaanse componisten) (2002)
- Alban Berg: Lyric Suite (2003) (Winnaar Grammy Award)
- Harry Partch: U.S. Highball (2003)
- Strijkkwartet nr. 4 (Vasks) (2003)
- Mugam Sayagi: Music of Franghiz Ali-Zadeh [fi] (2005)
- You've Stolen My Heart [en; fi] by Kronos Quartet, Asha Bhosle (uitgebracht augustus 2005))
- Kronos Quartet and Mahsa Vahdat & Marjan Vahdat: Placeless (2019)

## Trivia
- In 1987 verscheen het kwartet met Big Bird (Pino) in de Amerikaanse Sesamstraat
- In 1992 trad het kwartet voor het eerst op in het Concertgebouw in Amsterdam.